# Quisiera ser (canción del Dúo Dinámico)
Quisiera ser es una canción del grupo musical español Dúo Dinámico, publicada en 1961. Con letra de Antonio Guijarro Campoy y música de Ramón Arcusa y Manuel de la Calva.

## Descripción
Se trata del primer gran éxito de la pareja, llegando a alcanzar el número 1 en las listas de ventas. Además, se clasificó en segunda posición en la edición de aquel año del Festival Internacional de la Canción de Benidorm. Compuesta por Antonio Guijarro, Ramón Arcusa y Manuel de la Calva, se trata de una melodía pop muy pegadiza, con influencias de jazz y Big band.
En 2007 se estrenó con el mismo título, recopilatorio de los temas más emblemáticos de la pareja.

## Versiones
El mismo año en que se estrenó el sencillo, lanzaba sus propias versiones las cantantes Lolita Garrido y Gelu. En 2011 el Dúo Dinámico volvió a grabar el tema junto a Miguel Ríos.